# Aplocheilichthys pumilus
Aplocheilichthys pumilus е вид лъчеперка от семейство Poeciliidae. Видът е незастрашен от изчезване.

## Разпространение
Разпространен е в Бурунди, Руанда, Танзания и Уганда.

## Описание
На дължина достигат до 5,5 cm.